# Myrtangaror
Myrkardinaler (Habia) är ett släkte med fåglar i familjen kardinaler inom ordningen tättingar med fem arter som förekommer i Latinamerika från östra Mexiko till nordöstra Argentina:
- Röd myrkardinal (H. rubica)
- Rödstrupig myrkardinal (H. fuscicauda)
- Svartkindad myrkardinal (H. atrimaxillaris)
- Sotfärgad myrkardinal (H. gutturalis)
- Tofsmyrkardinal (H. cristata)

DNA-studier visar att släktet är parafyletiskt visavi Chlorothraupis, varför det senare ofta inkluderas i Habia.
Fåglarna i släktet placerades tidigare i familjen tangaror (Thraupidae), men de är i själva verket nära släktingar till "urkardinalen" röd kardinal (Cardinalis cardinalis).